# Підкіпка білогорла
Підкіпка білогорла (Atelornis pittoides) — вид сиворакшоподібних птахів родини підкіпкових (Brachypteraciidae).

## Поширення
Ендемік Мадагаскару. Мешкає у тропічних дощових лісах вздовж східного узбережжя країни на висоті до 2000 м над рівнем моря.

## Опис
Тіло завдовжки 24-27 см. Вага — 73-85 г. Голова кобальтового (темно-синього) забарвлення з чорною маскою на лиці та невеликою білою надрівною смугою. Горло біле. Спина, хвіст та крила бронзово-зелені. Шия, груди та боки рудуваті, черево брудно-біле.

## Спосіб життя
Мешкає у різних типах дощових лісів, включаючи вторинних. Наземний хижак. Полює на комах та інших безхребетних, а також дрібних хребетних (хамелеони, жаби). Сезон розмноження триває з жовтня по лютий. Гніздо облаштовує у норах завглибшки 50-100 см. Гніздова камери діаметром 20 см. У гнізді 2-4 білих яйця. Насиджує самиця. За пташенятами доглядають обидва батьки.